# Lauša (Srbica)
Pour les articles homonymes, voir Lauša.
Llaushë en albanais et Lauša en serbe latin (en serbe cyrillique : Лауша) est une localité du Kosovo située dans la commune/municipalité de Skenderaj/Srbica et dans le district de Mitrovicë/Kosovska Mitrovica. Selon le recensement kosovar de 2011, elle compte 2 744 habitants.

## Histoire
Sur le territoire du village se trouve le monastère orthodoxe serbe de Devič, fondé par le despote serbe Đurađ Branković au XVe siècle et inscrit sur la liste des monuments d'importance exceptionnelle de la république de Serbie ; le monastère est également inscrit sur la liste des monuments culturels du Kosovo.

## Démographie

### Évolution historique de la population dans la localité
| 1948  | 1953  | 1961  | 1971  | 1981  | 1991  | 2011  |
| ----- | ----- | ----- | ----- | ----- | ----- | ----- |
| 1 477 | 1 559 | 1 827 | 2 337 | 2 870 | 3 206 | 2 744 |

|  |

### Répartition de la population par nationalités (2011)
En 2011, les Albanais représentaient 99,74 % de la population.